# Saurita clandestina
Saurita clandestina är en fjärilsart som beskrevs av Hans Zerny 1912. Saurita clandestina ingår i släktet Saurita och familjen björnspinnare. Inga underarter finns listade.